# Grzegorz Jonkajtys
Grzegorz Jonkajtys (ur. 1972) – grafik, animator, reżyser. Syn aktora i pisarza Mariana Jonkajtysa i piosenkarki Reny Rolskiej. Absolwent Wydziału Grafiki na Akademii Sztuk Pięknych w Warszawie, który ukończył z dziekańskim wyróżnieniem w 1997 roku. Mieszka w San Francisco.

## Twórczość
Jego debiutancki Mantis, krótkometrażowy film animowany, ukończony w 2001 roku, zdobył szerokie uznanie zwyciężając na krajowych i międzynarodowych festiwalach filmowych. Swoją karierę rozpoczął w Platige Image. Pracował także w amerykańskiej firmie CafeFX, specjalizującej się w realizacji efektów specjalnych na potrzeby dużych hollywoodzkich produkcji. Brał udział przy tworzeniu efektów specjalnych do takich filmów jak: Liga niezwykłych dżentelmenów, Gothika, Hellboy, Sin City: Miasto grzechu czy Labirynt fauna. Ma na swoim koncie również swój drugi, autorski film animowany Arka. Aktualnie zatrudniony w firmie Industrial Light & Magic jako Senior Artist. W 2010 roku skończył swój najnowszy, aktorski film krótkometrażowy pt The 3rd Letter .

## Filmografia
- 2001 Mantis - reżyser
- 2007 Arka - reżyser, producent
- 2010 The 3rd Letter - reżyser, współscenarzysta, aktor

## Nagrody
Arka
- Animanima International Film Festival (2007, Serbia): Award for the Best Directing
- Australian Effects and Animation Festival (2007, Australia): Winner - Short Film
- Budapest Short Film Festival (2007, Węgry): Best Animation
- Krakowski Festiwal Filmowy (2007, Polska): Srebrny Lajkonik, Najlepszy Film Animowany
- Kyiv International Film Festival Molodist (2007, Ukraina): Best Short Film
- Prix Ars Electronica (2007, Austria): Award of Distinction
- Siggraph (2007, USA): Best of Show Award
- Tehran International Shortfilm Festival (2007, Iran): Best Experimental Award
- Tirana International Film Festival (2007, Albania): Best Animation
- Międzynarodowe Targi Anime w Tokio (2008, Japonia): Notable Entry Prize
- View Conference (2007, Włochy): Best 3D Short